# 2MASX J22014163+1151237
2MASX J22014163+1151237 (abbreviato SDSS 2201+11) è una galassia dal nucleo galattico attivo situata in direzione della costellazione di Pegaso alla distanza di 374 milioni di anni luce dalla Terra. Al centro della galassia è presente un buco nero supermassiccio.
Recenti osservazioni sono state effettuate tramite il telescopio spaziale Hubble su 2MASX J22014163+1151237 ed altre sette galassie con caratteristiche simili permettendo di evidenziare strutture filamentose estese per migliaia di anni luce, illuminate dalla radiazione che emerge dal nucleo galattico attivo cioè un quasar generato dal buco nero supermassiccio. Alcuni elementi presenti nei filamenti, come l'ossigeno, l'elio, l'azoto, lo zolfo e il neon, assorbono la luce del quasar e la riemettono lentamente nel corso di migliaia di anni; il loro colore verde brillante è principalmente dovuto all'ossigeno ionizzato.

## Galleria d'immagini

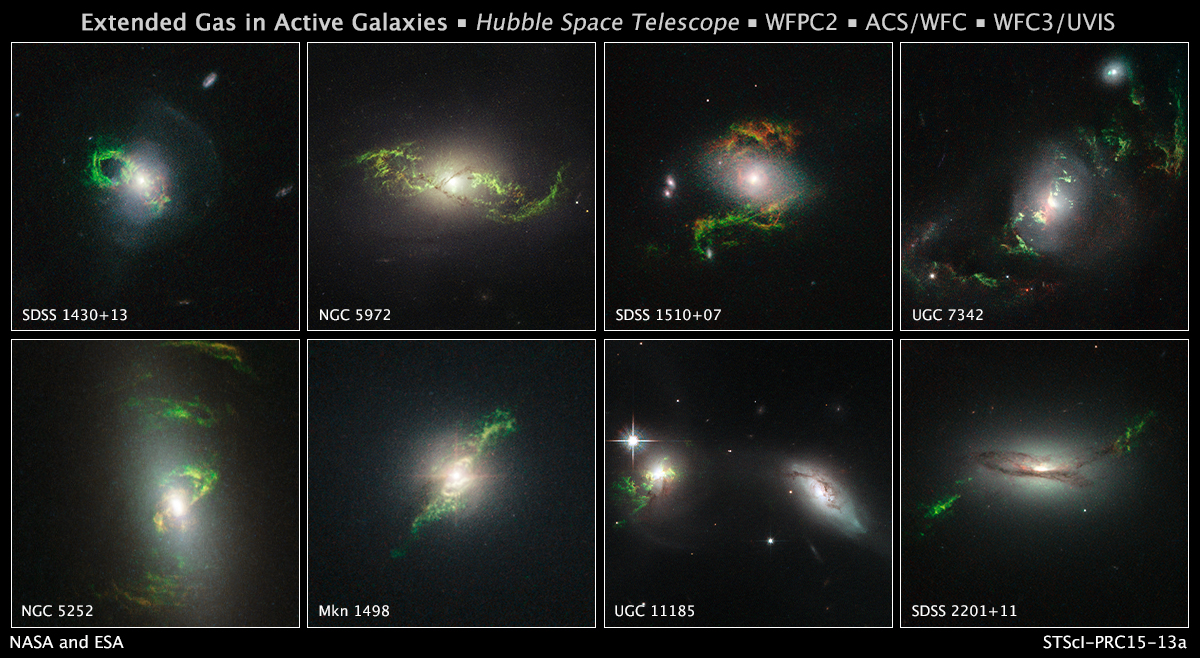
2MASX J22014163+1151237 e le altre sette galassie attive studiate da HST
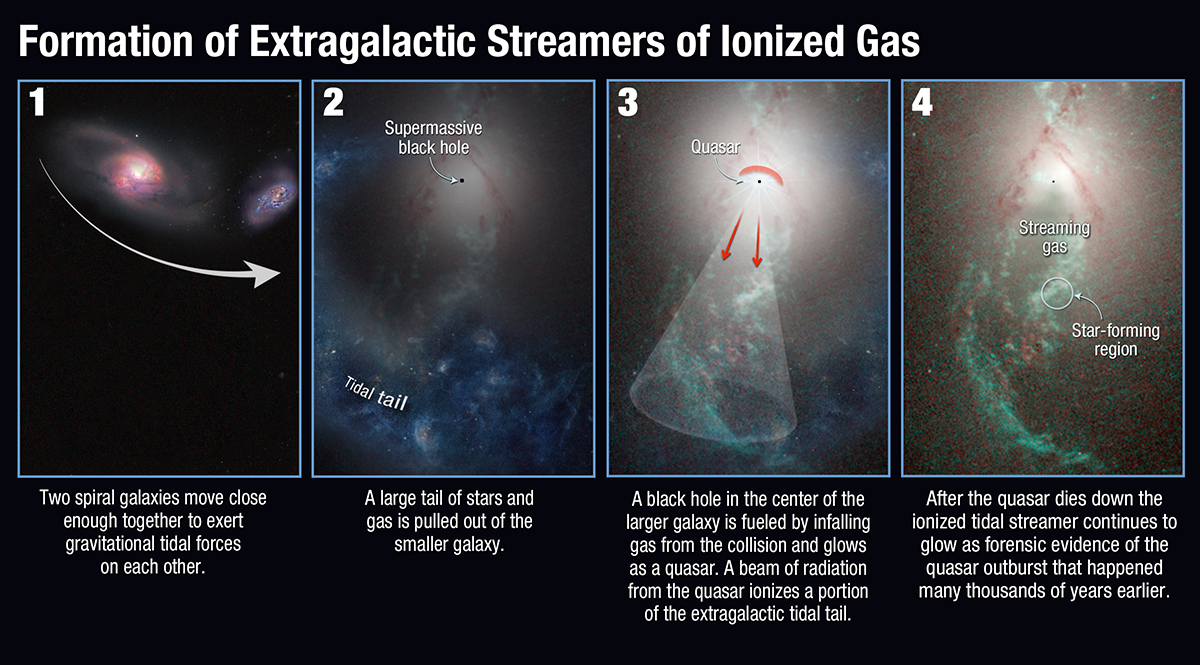
Visual from NASA Explaining Filament Formation of Ionized Gas